# Бакы (приток Яны)
Бакы — река в Якутии. Протекает по территории Верхоянского района. Берёт начало на склонах хребта Кулар. Впадает в реку Яну в 479 км от её устья по левому берегу. Длина реки составляет 172 км, площадь водосборного бассейна — 3020 км². Крупнейший приток — Харылый-Сала.

## Данные водного реестра
По данным государственного водного реестра России и геоинформационной системы водохозяйственного районирования территории РФ, подготовленной Федеральным агентством водных ресурсов:
- Бассейновый округ — Ленский;
- Речной бассейн — Яна;
- Речной подбассейн — Яна ниже впадения Адычи;
- Водохозяйственный участок — Яна от впадения реки Адычи до устья без реки Бытантай[2].